# 城隍乡
城隍乡是中华人民共和国河南省商丘市睢县的一个已经不存在的乡级行政区，位于县城西郊，2005年与阮楼乡合并为城郊乡。

## 历史
1974年成立西郊公社，1981年更名为城隍公社，1984年改现名，2005年撤销。

## 行政区划
2005年被合并前，城隍乡辖24个行政村：
李庄、田庄、万楼、辛屯、莲池、孟庄、唐庄、黄庄、刘庄、王楼、三里屯、康河、周庄、老关张、汤庄、姚寨、王庄、北关、马头、金庄、付路嘴、张公台、黄堤口、黄元。